# Курт-Єлга
Курт-Єлга́ (рос. Курт-Елга, башк. Ҡортйылға) — хутір у складі Кугарчинського району Башкортостану, Росія. Входить до складу Мраковської сільської ради.
Населення — 40 осіб (2010; 30 в 2002).
Національний склад:
- росіяни — 67%